# Les Stubbs
Les Stubbs (The PJs) est une série télévisée d'animation américaine en 48 épisodes de 22 ou 24 minutes, créée par Eddie Murphy, Larry Wilmore et Steve Tompkins et diffusée entre le 10 janvier 1999 et le 5 septembre 2000 sur le réseau FOX et entre le 8 octobre 2000 et le 1er juin 2001 sur le réseau The WB.
En France, la série a été diffusée entre le 29 novembre 1999 et le 10 février 2001 sur Série Club.

## Synopsis
Cette série met en scène la vie de la famille Stubbs et des autres familles de l'immeuble dont Thurgood Stubbs est le concierge.

## Distribution

### Personnages principaux
- Eddie Murphy : Thurgood Orenthal « The Super » Stubbs (remplacé par Phil Morris et Mark Moseley)
- Loretta Devine : Muriel Stubbs
- Ja'net DuBois : Florence Normandy Avery
- Crystal Scales : Clavin Banks
- Michele Morgan : Juicy Hudson
- Shawn Michael Howard : Smokey
- Michael Paul Chan : Jimmy Ho
- Jenifer Lewis : Bebe Ho
- Cheryl Francis Harrington : Mambo Garcelle
- Pepe Serna : Emilio Sanchez

### Personnages récurrents
- Marc Wilmore : Walter Burkett
- James R. Black : Tarnell
- Kevin Michael Richardson : Rasta Man
- Cassi Davis : HUD Lady
- Wanda Christine : Sharique

## Épisodes

### Première saison (1999)
1. Hangin' with Mr. Super
2. Bones, Bugs and Harmony
3. The Door
4. Journal Fever
5. Rich Man, Porn Man
6. Bougie Nights
7. A Hero Ain't Nothing but a Super
8. He's Gotta Have It
9. Boyz 'n the Woods
10. Operation Gumbo Drop
11. U Go Kart
12. House Potty
13. Haiti Sings the Blues
14. How the Super Stoled Christmas

### Deuxième saison (2000)
1. Home School Daze
2. The Postman's Always Shot Twice
3. The Preacher's Life
4. The HJs
5. Haiti and the Tramp
6. Smokey the Squatter
7. Weave's Have a Dream
8. Let's Get Ready to Crumble
9. Who Da Boss?
10. Fear of Black Rat
11. Ghetto Superstars
12. What's Eating Juicy Hudson
13. The Jeffersons
14. Robbin' HUD
15. Cliffhangin' With Mr. Super
16. The Last Affirmative Actio Hero
17. Parole Officer and a Gentleman

### Troisième saison (2000-2001)
1. Boyz Under the Hood
2. Scarthroat
3. Clipshow
4. Red Man's Burden
5. Cliffhanger
6. Smoke Gets in Your High-Rise
7. National Buffoon's European Vacation
8. Cruising for a Bluesing
9. It Takes a Thurgood
10. Miracle Cleaner on 134th Street
11. Survival: In tha Hood
12. Let's Get Ready to Rumba
13. A Race to His Credit

## Récompenses et nominations

### Nominations
- 1999 : Emmy du meilleur programme d'animation - Moins d'une heure pour He's Gotta Have It
- 1999 : Annie Award du meilleur production design pour une série télévisée d'animation pour Paul Harrod pour l'épisode Boyz 'N' The Woods
- 1999 : Annie Award de la meilleure performance vocale pour une série télévisée d'animation pour Eddie Murphy pour son rôle de Thurgood Stubbs
- 2000 : Annie Award du meilleur production design pour une série télévisée d'animation pour Nelson Lowry pour l'épisode What's Eating Juicy Hudson?
- 2000 : E Pluribus Unum Award de la série télévisée, catégorie comédie.

### Récompenses
- 1999 : Emmy Award du meilleur doublage pour Ja'net DuBois pour son rôle de Mme Avery
- 1999 : Annie Award de la meilleure réalisation pour une série télévisée d'animation pour Mark Gustafson pour l'épisode Bougie Nights
- 2000 : OIAF Awart de la meilleure série télévisée
- 2000 : Emmy Award de la meilleure performance dans le domaine de l'animation pour Nelson Lowry pour l'épisode How The Super Stoled Christmas
- 2001 : Emmy Award du meilleur doublage pour Ja'net DuBois pour son rôle de Mme Avery